# Danau Tiga
Danau Tiga is een bestuurslaag in het regentschap Indragiri Hulu van de provincie Riau, Indonesië. Danau Tiga telt 706 inwoners (volkstelling 2010).